# Les clefs de bagnole
Les clefs de bagnole (dt. Die Autoschlüssel) ist eine französische experimentelle Filmkomödie von Laurent Baffie aus dem Jahr 2003. Sie erzählt als Film im Film vom Dreh des Films Les clefs de bagnole.

## Handlung
Laurent Baffie will einen Film drehen. Die Handlung – er verliert seine Autoschlüssel und sucht sie 90 Minuten lang, um sie am Ende in seiner linken Hosentasche zu finden – überzeugt zahlreiche Produzenten nicht, zumal der Film 23 Millionen Francs kosten soll. Alle namhaften Schauspieler lehnen es ab, in seinem Film mitzuspielen. Am Ende dreht Laurent mit Daniel Russo, was gut passt, da die zweite Hauptfigur im Drehbuch sowieso Daniel heißen sollte. Laurent und Daniel beginnen die Handlung in Laurents neuem Appartement, das unter anderem eine Tür besitzt, die direkt ans Meer führt. Daniel ist begeistert und findet nun auch die 5000 Euro Miete im Monat gerechtfertigt. Eine eingeschobene Umfrage unter Franzosen, was sie von einer Tür zum Meer in der eigenen Wohnung halten, führt zu gemischten Reaktionen. Laurent beginnt drehbuchgemäß, seine Autoschlüssel zu suchen, findet sie aber weder am Meer, noch in einem Café um die Ecke. Zwei Kinder geben vor, die Schlüssel gefunden zu haben, rennen jedoch weg, nachdem sie als Gegenleistung für die Schlüssel mit Laurent und Daniel den Tag auf dem Rummel verbracht haben. Eine Schlossbesitzerin, der sie nur die Einkaufstaschen auf ihr Anwesen bringen wollten, engagiert sie kurzerhand als Klaviertransporter, Gärtner, Fensterputzer und Weinerntehelfer. Daniel hat genug und Laurent lässt drehbuchgemäß einen Helikopter erscheinen, der beide nach Paris bringt. Erst jetzt erkennt Daniel, dass er schon eine Weile in Laurents Film spielt und wundert sich nicht mehr über die Kamera, die ihn ständig begleitet. Eine Diskussion über die Handlung und die Macht des Autors und Regisseurs beginnt. Die eingeschobene Umfrage, ob Zuschauer einen Film mit dem Titel Die Autoschlüssel sehen wollen würden, bringt eher negative Ergebnisse.
Zurück in Paris ist Daniel zunehmend unzufrieden mit dem Drehbuch, an dem Laurent drei Jahre gearbeitet hat. Er will den Dreh abbrechen. In einer melodramatischen Schwarzweißsequenz kann ihn Laurent vom Weiterdreh überzeugen. Im Café um die Ecke stellt Laurent die Aspekte zusammen, die einen Film erfolgreich machen. Kinder, Tiere und eine Liebesgeschichte entpuppen sich als entscheidende Faktoren. Daniel ist begeistert, dass er in der Liebesgeschichte vorkommt, doch verhindern die vorgesehenen Schnitte im Drehbuch, dass er tatsächlich mit der attraktiven Lucie schlafen darf. Er fordert einen Nachdreh, der sich der Altersfreigabe gemäß jedoch nur im Dunkeln abspielen darf. Laurent bringt Kinder in den Film, indem er in einer Grundschule eine Umfrage durchführt, wie er seine Autoschlüssel wiederfinden könnte. Einer der Vorschläge lautet, sich einen Hund zuzulegen und tatsächlich findet Laurent in einem Hundeladen einen Hund, der auf das Schlüsselfinden spezialisiert ist. Nach wenigen Stunden bringen Laurent und David den Hund zurück, nachdem dieser von Passanten insgesamt 23 Schüssel gestohlen hat. Eine Sequenz, in der der Hund als Knetanimation weint, wird von Passanten als wenig emotional eingeschätzt.
Nach einem schnellen Essen, das im Drehbuch nicht eingeplant war, eilen Laurent und David ins Marineland, um eine publikumsträchtige Schwimmsequenz mit Delfinen aufzunehmen. Der Produzent erscheint kurz darauf und teilt Laurent mit, dass für die Fertigstellung des Films noch 500.000 Euro benötigt werden. Laurent schiebt einen freundlichen Banküberfall ein, bei dem der Bankdirektor aus dem vorliegenden Skript alle Banküberfalltoten streichen darf und dafür aus Dankbarkeit eine Million Euro zahlt. Die Umfrage, was von freundlichen Banküberfällen zu halten ist, bringt eine weitgehende Ablehnung von Überfällen jeder Art zum Vorschein. Obwohl es nicht zur Handlung passt, geht Laurent für seine Mutter Käse kaufen, wobei er von Gérard Depardieu als Käsehändler bedient wird. Laurent frohlockt, dass er so mit Depardieu als Darsteller werben kann. Über eine Anzeige geht die Suche von Laurent und Daniel auf einem Kreuzfahrtschiff weiter, wo ihnen eine alte Dame von einem allwissenden Eremiten erzählt, der Laurent bei der Schlüsselsuche helfen kann. Die Eremitensuche führt in die Berge und wird von einem Abendhalt mit Maxime Le Forestier am Lagerfeuer unterbrochen. Laurent plagen in der Nacht Alpträume, in denen er von seinem Lehrer für seinen miserablen Film zusammengestaucht wird. Daniel wiederum träumt, dass er auf einer Filmgala für die schlechteste schauspielerische Leistung ausgezeichnet wird.
Am nächsten Morgen erreichen beide die Eremitenhöhle. Der Eremit meint, dass manche in der Ferne suchen, wenn das Eigentliche so nah ist. Die Umfrage unter den Franzosen, was der Eremit gemeint haben könnte, bringen pseudophilosophische Antworten. In seiner Wohnung findet Laurent schließlich die Schlüssel in seiner linken Hosentasche. Der Film endet und Daniel gibt zu, dass er sich schämt. Es klingelt an der Tür und nach und nach erscheinen Personen, die im Film mitgewirkt haben. Auch der Lehrer klingelt an der Tür, ohrfeigt Laurent und verkündet ihm wütend, dass er null Punkte erhalten habe.

## Produktion
Les clefs de bagnole kam am 10. Dezember 2003 in die französischen Kinos, wo ihn 177.366 Zuschauer sahen. Im Jahr 2004 erschien der Film in Frankreich auf DVD. In Deutschland ist er bisher (Stand Oktober 2013) nicht erschienen.
Im Film haben zahlreiche bekannte Persönlichkeiten des französischen Films einen Cameo-Auftritt. Die Produzenten, die Laurents Film zu Beginn ablehnen, sind Claude Berri, Dominique Farrugia, Charles Gassot, Alain Sarde und Alain Terzian. Auch in Wirklichkeit konnte Laurent Baffie sieben Jahre lang keinen Produzenten für sein Filmprojekt finden und produzierte den Film schließlich selbst.
Die Personen, die im Film Laurent eine Teilnahme als Darsteller absagen (in den Credits überschrieben mit „Ceux qui ont dit qui pour me dire non“, dt. „Die, die zustimmten, mir nein zu sagen“), sind (in der Reihenfolge ihres Auftritts):
Guillaume Canet, Marc Lavoine, Jean-Claude Brialy, Yvan Attal, Guy Bedos, Gérard Darmon, Élie Semoun, Dieudonné, Bernard Campan, Didier Bourdon, Pascal Légitimus, Bruno Putzulu, Dominique Besnehard, Jean-Pierre Darroussin, Antoine de Caunes, Jacques Gamblin, Enrico Macias, Kad Merad & Olivier Baroux, Édouard Baer, Florent Pagny, Bruno Solo & Thierry Frémont, Bernard Menez, Gérard Jugnot, Michaël Youn, Patrick Timsit, Vincent Lindon, Jean-Marc Barr, Vincent Pérez, Patrick Braoudé, Roschdy Zem, Michel Muller, Smaïn, Eddy Mitchell, Régis Laspalès, Michel Boujenah, Albert Dupontel, Éric Cantona, Jean Rochefort, Richard Berry, Samuel Le Bihan, Élise Larnicol, Maurice Barthélemy, Jean-Paul Rouve, Pascal Vincent, Marina Foïs, Lorànt Deutsch, Jean Dujardin, Mouss Diouf, Dave, Daniel Auteuil, Pierre Richard, Gérard Darmon, Pierre Arditi, Gad Elmaleh, Thierry Lhermitte, Jamel Debbouze und Gérard Lanvin.

## Kritik
Die Zeitschrift Aden befand, dass der Film eher Kurz- als Langfilmpotenzial hat, die Beteiligten jedoch eine so große Freude an der Realisation des absurden Films haben, dass es ansteckend sei. Le Monde stellte fest, dass Laurent Baffies Zynismus nur im Fernsehen wirke, auf der Kinoleinwand jedoch steril erscheine. Première nannte den Film „sehr komisch“. MCinéma.com befand, dass der Film eher an einen Pennälerstreich erinnere, auch wenn der gute Wille und die Einstellung des „Es kümmert mich nicht“ sympathisch seien.